# Károly Gundel

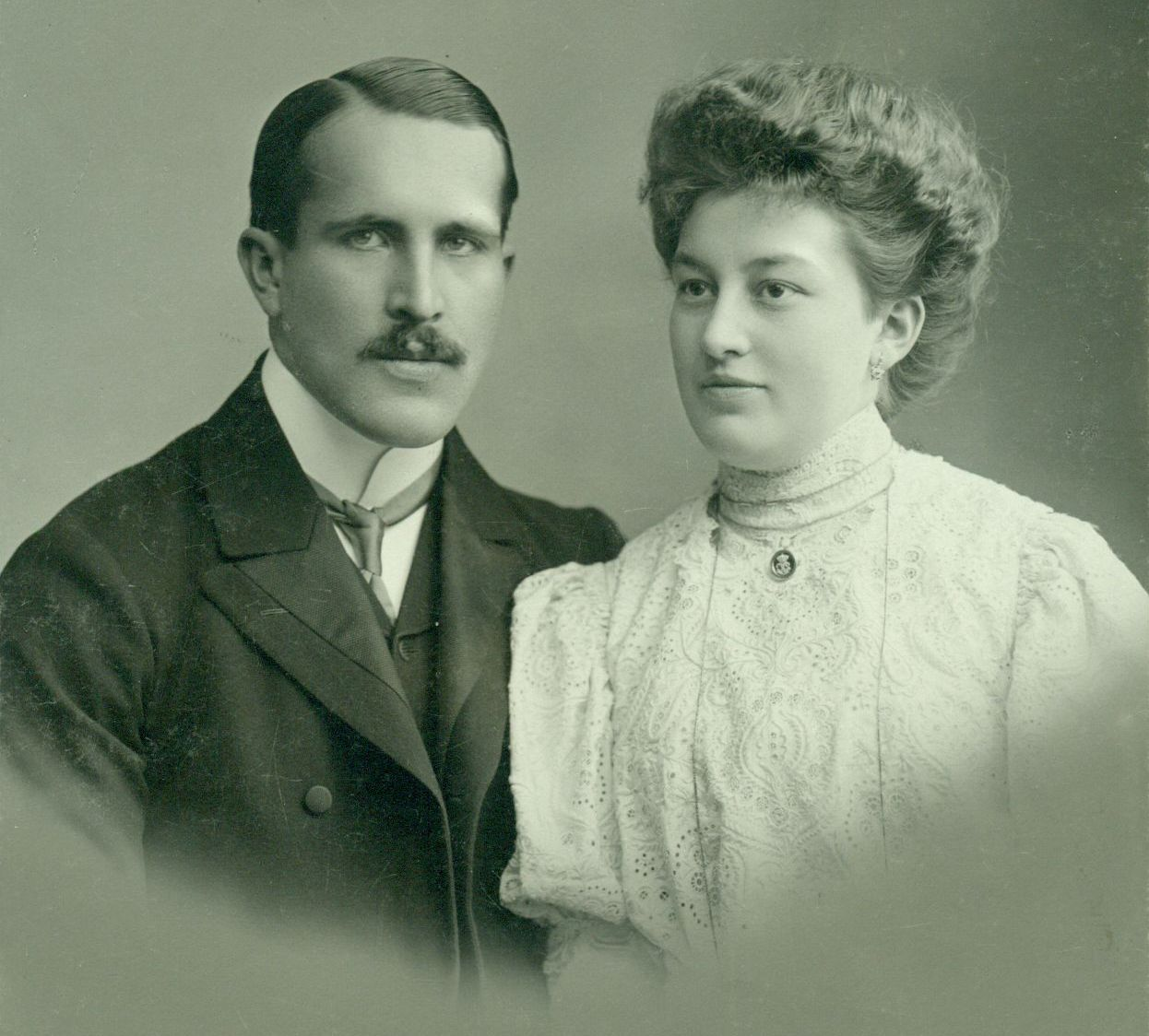
Károly Gundel und Ehefrau Margit Blasutigh (1907)

Károly Gundel (* 23. September 1883 in Budapest, Königreich Ungarn; † 28. November 1956 ebenda) war ein ungarischer Koch und Gastwirt.

## Leben
Der Sohn und Nachfolger von Johann Gundel (* 1844 in Ansbach; † 1915 in Budapest) gilt als stilprägender Koch der ungarischen Küche des 20. Jahrhunderts. Seine Kochkunst war vor allem durch französische Einflüsse inspiriert.
Gundel lernte nicht nur bei seinem Vater, sondern auch bei den großen Hotels Ritz und Adlon. Später ging er dann auf Wanderschaft durch Deutschland, die Schweiz, Frankreich und England. Er beherrschte vier Fremdsprachen. Zurückgekehrt nach Budapest übernahm er 1910 das nach dem Vorgänger benannte „Wampetich-Restaurant“ im Stadtwäldchen (Városliget), ein Gartenlokal in unmittelbarer Nähe des Tierparks, das sich unter seiner Leitung als Gundel Restaurant zu einem Spitzenrestaurant mit internationalem Ruf entwickelte. Außerdem pachtete er von 1920 bis 1925 das Restaurant des Hotels Royal und von 1927 bis 1948 die Restaurants im Hotel Gellért.
Gundel hatte 13 Kinder. Der Chef des Hauses wohnte mit seiner Familie im Obergeschoss der Gaststätte. Seine Frau begutachtete täglich alle Speisen selbst. Er sammelte leidenschaftlich Kochbücher aus allen Zeiten und Ländern.
Gundel erfand selbst neue Speisen (in der Fachliteratur werden 20 Speisen erwähnt), unter denen die Gundel-Palatschinken mit Nuss-Rosinen-Rum-Füllung und Rum-Schokoladensoße am bekanntesten sind. Er war überaus aktiv, Mitglied verschiedener Fachkommissionen und Verbände und schrieb mehrere Bücher, die andere Sprachen übersetzt worden sind.
Während des Krieges ging ein Großteil seines Vermögens verloren. Nach Kriegsende arbeitete er jedoch mit ungebrochenem Glauben weiter. Bereits im Sommer 1945 öffnete das Restaurant im Stadtwäldchen wieder, im August 1946 das Restaurant Gellért. 1949 wurden beide verstaatlicht. 1948 verlor er sein Augenlicht und wurde arbeitsunfähig. Nach zahlreichen Operationen starb er 1956 an Krebs.
Heute zeugt noch das Gundel-Restaurant (Restaurant im Stadtwäldchen) von der damaligen Größe. Den Namen Gundel trägt auch eine Fachmittelschule in Budapest, die jährlich einen internationalen Kochwettbewerb für Berufsschüler austrägt.

## Werke
- A vendéglátás művészete. Budapest 1934.
- Kis magyar szakácskönyv. Budapest 1934.
- A vendéglátás mestersége. Budapest 1940.
- A magyar konyha fejlődése és a magyar szakácskönyv irodalom a 18. század végéig. Budapest 1943.
- 120 echt ungarische Gerichte. Greif-Verlag, München 1956.
- Ungarische Kochrezepte. Pannonia-Verlag, Budapest 1956.
- Kleines ungarisches Kochbuch. Verlag Corvina, Budapest 1999, ISBN 963-13-4539-4 (Nachdruck der Ausgabe von 1934).